# Bajsuntau
Bajsuntau (uzbecky Boysuntogʻ, rusky Байсунтау) je horský hřbet na jihu Uzbekistánu, jihozápadní výběžek Hissarského hřbetu.
Délka hřebene je asi 150 km, maximální výška je 4425 m n. m. Pohoří je tvořeno převážně z vápence, pískovce a jílů. Pramení zde několik řek, například Šerabad. Nižší část svahů pokrývá polopouštní vegetace, ve vyšších výškách jsou lesy a alpské louky. Na obvodu pohoří se těží polymetalické rudy.
V Bajsuntau byly nalezeny zkamenělé stopy dinosaurů, kteří zde žili před 60 miliony let. Nachází se zde jeskyně Tešik-Taš, kde byla v roce 1938 nalezena rituálně pohřbená neandrtálská dívka. Dalšími významnými jeskyněmi jsou Boi-Bulok (14,2 km dlouhý a 1415 m hluboký), Festivalnaja (16 km dlouhá a 625 m hluboká) a Dark Star, o které se soudí, že by mohla být nejhlubší jeskyní na světě.
Podnebí je velmi horké a suché. V nižších polohách je teplá zima bez sněhu a suché horké léto (až +50 °C). Charakteristické jsou suché, horké větry vanoucí od Afghánistánu, nesoucí velice jemný žlutý prach. Tomuto větru se zde přezdívá Afgáněc.
V roce 2018 se českým archeologům podařilo zjistit, že pohoří Bajsantau tvořilo nejzazší severní hranici Baktrie.
V horách je soutěska Železná vrata, která je komplexem přírodních a umělých staveb. Poprvé se o této soutěsce zmiňuje již čínský cestovatel Süan-cang.